# Уразаево (Актанышский район)
Ураза́ево (тат. Уразай) — деревня в Актанышском районе Татарстана. Административный центр Уразаевского сельского поселения.

## География
Деревня расположена в Восточном Закамье на озере Бакильде, в 2,5 км от реки Белая. Находится в 5,5 км к северо-западу от районного центра, села Актаныш.
Деревня Уразаево, как и весь Татарстан, находится в часовой зоне МСК (московское время). Смещение применяемого времени относительно UTC составляет +3:00.

## История
По сведениям 1848 года, в деревне действовала мечеть. 
В «Списке населенных мест по сведениям 1870 года», изданном в 1877 году, населённый пункт упомянут как деревня Уразаева (Моховая) 1-го стана Мензелинского уезда Уфимской губернии. Располагалась при озёрах Бакильде и Шабызе, по левую сторону почтового тракта из Мензелинска в Бирск, в 57 верстах от уездного города Мензелинска и в 35 верстах от становой квартиры в деревне Поисева. В деревне, в 128 дворах жили 657 человек (347 мужчин и 310 женщин, тептяри), были мечеть, училище, 5 ветряных мельниц. Жители занимались земледелием, скотоводством.

## Население
| 1795 | 1834 | 1859 | 1870 | 1884 | 1897 | 1906 | 1913 | 1920 | 1926 | 1938 | 1949 | 1958 | 1970 | 1979 | 1989 | 2002 | 2010 | 2015 |
| ---- | ---- | ---- | ---- | ---- | ---- | ---- | ---- | ---- | ---- | ---- | ---- | ---- | ---- | ---- | ---- | ---- | ---- | ---- |
| 179  | 412  | 628  | 657  | 777  | 509  | 549  | 548  | 586  | 570  | 650  | 659  | 583  | 645  | 586  | 511  | 454  | 406  | 433  |

Национальный состав
Согласно результатам переписи 2002 года, в национальной структуре населения села татары составляли 100%.

### Комментарии
1. ↑  Расстояние измерено с помощью инструментария Яндекс.Карты
2. ↑  совместно с деревней Новое Уразаево